# Билоус, Павел Витальевич
Па́вел Вита́льевич Билоу́с (укр. Павло Віталійович Білоус; 1970, Каменец-Подольский) — украинский военнослужащий, мастер-сержант, участник российско-украинской войны. Герой Украины (2022).

## Биография
Павел Билоус родился в 1970 году в городе Каменец-Подольский Хмельницкой области. Более 20 лет он посвятил развитию скаутского движения «Пласт» в различных регионах Украины. Активно участвовал в Революции достоинства, был командиром 15-й роты Самообороны Майдана. 
С 2014 года добровольцем участвовал в АТО на востоке Украины, служил в батальонах «Киевская Русь» и «Гарпун». В июле 2015 года получил ранение вблизи города Авдеевка Донецкой области. После лечения поселился в селе Семиполки Броварского района Киевской области, где основал сыроварню «Cheesegard».
С началом полномасштабного вторжения России в Украину 24 февраля 2022 года вновь активно включился в борьбу с агрессором.
В конце марта 2022 года в Киевской области мастер-сержант Павел Билоус и старший сержант Александр Ключка отличились в бою с колонной бронетанковой техники противника. Благодаря их действиям были уничтожены танки, боевые машины десанта и пехоты россиян.

## Награды
- Звание «Герой Украины» с удостоением ордена «Золотая Звезда» (7 апреля 2022) — за личное мужество и героизм, проявленные в защите государственного суверенитета и территориальной целостности Украины, верность военной присяге[1].